# Ailes de Pigeon
Als Ailes de Pigeon (deutsch: Taubenflügel), auch bekannt als Pistolet, bezeichnet man eine Ballettfigur, bei der man mit dem rechten Fuß abspringt, während gleichzeitig das linke Bein in die Luft geworfen wird. In der Luft schlägt das rechte Bein an die linke Wade. Anschließend erfolgt die Landung auf dem linken Bein, während das rechte Bein in die Luft gestreckt wird. Der Ablauf wird mit vertauschten Seiten wiederholt, um am Ende wieder auf dem rechten Bein mit ausgestrecktem linken Bein, der Ausgangsposition, zu landen.
Eine Variante im Fußball wird gespielt, wenn der Ball im Rücken des Spielers mit der Dorsalseite der Wade angenommen wird und in die Laufbahn des Spielers umgelenkt wird.